# Juan Carlos Navarro
Juan Carlos Navarro Feijoo (San Feliu de Llobregat, Barcelona, 13 de junio de 1980) es un exbaloncestista español que disputó 21 temporadas como profesional y que actualmente ocupa el cargo de director general de baloncesto del FC Barcelona. Con 1,92 metros de altura, jugaba en la posición de escolta.
Desarrolló casi toda su carrera deportiva (20 temporadas), en el Barcelona de la ACB (1998-2007 y 2008-2018), club del que fue canterano y posteriormente capitán, con el que logró 23 títulos (ocho Ligas, siete Copas, cinco Supercopas y dos Euroligas). También disputó la temporada 2007-08 en los Memphis Grizzlies de la NBA, junto a su compatriota Pau Gasol.
Como internacional español, abanderó una exitosa generación conocida como los «Júniors de Oro», que se proclamó campeona europea juvenil en 1998 y campeona mundial júnior en 1999, derrotando en la final a Estados Unidos. Fue internacional absoluto y capitán de España (2000-2017), totalizando 253 partidos, récord de internacionalidades tras Rudy Fernández. Conquistó diez medallas entre los tres grandes campeonatos, proclamándose entre otros éxitos, campeón mundial en 2006, bicampeón continental en 2009 y 2011, doble subcampeón olímpico en Pekín 2008 y Londres 2012, y bronce en Río 2016.

## Trayectoria

### Inicios
La pasión por el baloncesto le llegó a Navarro desde muy niño a través de la influencia de Juan Antonio Avellano con el que jugaba frecuentemente en una canasta que había en el patio de su casa. Desde esta época ya tuvo que acostumbrarse a atacar las defensas de jugadores mucho más altos que él, lo que le llevó a empezar a desarrollar recursos que luego le acompañarían durante toda su carrera. Fueron sus propios hermanos los que le animaron a apuntarse a las pruebas de selección del C. B. Santfeliuenc, equipo en el que empezó a dar sus primeros pasos como jugador de baloncesto cuando solo contaba con 8 años de edad. A los 12 años, un ojeador del F. C. Barcelona se fijó en él y le fichó para jugar en una categoría superior a la que le correspondía por edad.

### F. C. Barcelona
Categorías inferiores
Tras pasar por todas las categorías inferiores del club, en la temporada 96-97 finalmente obtiene una ficha con el equipo júnior. Una temporada después empieza a compaginar el equipo júnior con el equipo vinculado en la liga EBA y el 23 de noviembre de 1997 con tan solo 17 años se produce su debut en la liga ACB con Joan Montes como entrenador en un partido ante el Covirán Granada en el que anotó 10 puntos en 10 minutos de juego. Durante la temporada 98-99 todavía compaginó sus actuaciones en el equipo de la liga EBA con las cada vez más frecuentes apariciones con la primera plantilla.
Apodo de "La Bomba"
El apelativo de "La Bomba Navarro" con el que la prensa deportiva española se refiere al jugador, hace referencia a sus actuaciones en categorías inferiores y posteriormente como profesional y su capacidad para dinamitar partidos, con tiros lejanos a canasta o de dejadas inesperadas. Derivado de esas acciones, a sus tiros en suspensión se le denominan coloquialmente "bombas", por esa peculiar trayectoria arqueada.
Debut con el primer equipo, temporada 1999-2000
En la temporada 1999-2000, Navarro por fin da el salto pasa a formar parte de la primera plantilla del F. C. Barcelona de forma exclusiva de la mano del entrenador Aíto García Reneses. Con tan solo 19 años y con dos títulos de clubes ya en su palmarés (liga ACB y Copa Korac 98-99), además de con el de Campeón del Mundo júnior, desde su primera temporada el rendimiento del jugador es excepcional convirtiéndose en uno de los jugadores más importantes del equipo decidiendo con sus acciones varios partidos clave y siendo definido por el aquel entonces Seleccionador de España Lolo Sainz como el jugador más importante de aquella liga ACB junto a Raül López. Navarro finalizó la liga regular con una media de 7,3 puntos por partido y se proclamó subcampeón de la competición tras caer el Barcelona derrotado en la final (3-2) frente al Real Madrid. La producción del jugador durante todos los play-off fue de 9,1 puntos por partido.
Temporada 2000-01
La temporada 2000-01 fue la de la consolidación definitiva de Navarro como uno de los jugadores más importantes del F. C. Barcelona saliendo como titular en 21 de los 32 encuentros que disputó. Ese año el F. C. Barcelona se proclamó campeón de la Copa del Rey en la que se produjo la explosión de otro de los juniors de oro, Pau Gasol, máximo artífice de la victoria azulgrana siempre ayudado por el propio Navarro. Posteriormente, en la misma temporada, el F. C. Barcelona resultó vencedor de la liga ACB con un Navarro también muy destacado. Esa temporada el jugador finalizó la temporada regular con una media de 13,1 puntos por partido.
Temporada 2001-02
La temporada 2001-02 comenzó de una forma excelente para el jugador con muchos minutos de juego a los que el escolta respondía con excelentes actuaciones. La progresión de Navarro hacía colocaba al jugador entre las previsiones para resutar entre los elegidos de la primera ronda del draft de la NBA que había de celebrarse al final de temporada. Sin embargo, una lesión de tobillo que arrastró durante gran parte de la temporada, hizo que bajara su rendimiento y con ello su cotización NBA, llegando a desaparecer incluso de las previsiones de la segunda ronda del draft. Finalmente el jugador fue elegido por los Washington Wizards en la posición número 40 (2.ª ronda) por lo que desde el principio el saltó a la NBA se vio como una opción de futuro.
Aquella temporada el F. C. Barcelona finalizó sin conseguir ningún título oficial con 9,97 puntos de Navarro en 37 partidos disputados entre la temporada regular y los play-off de la liga ACB.
Temporada 2002-2003
La temporada 2002/03, está considerada una de las mejores temporadas de la historia del club. Junto a jugadores de la talla de Dejan Bodiroga y Šarūnas Jasikevičius, lograron un histórico triplete, logrando Copa, Liga y la tan ansiada primera Euroliga, ganando la Final Four en Barcelona.
Temporada 2003-2004
La 2003/04 fue la temporada de la consagración de Navarro en el Barcelona, siendo una figura determinante en el juego del equipo. Mejoró todas sus puntuaciones y anotó su mejor marca en la Liga ACB con 30 puntos frente al Real Madrid.

### NBA

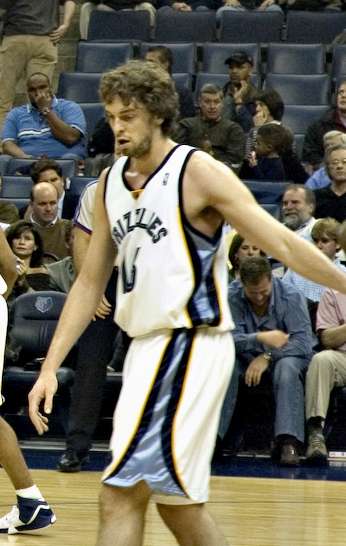
Pau Gasol, compañero de Navarro durante la mayor parte de su año en la NBA.

Para la temporada 2007/08, tras conseguir que el Barcelona le rebajase su cláusula de rescisión y, tras intensas negociaciones con sus derechos NBA en posesión de Wizards, el 16 de agosto de 2007 firmó el contrato que le uniría a los Memphis Grizzlies por una temporada, que a la postre fue la única que disputó en la liga norteamericana.
La marcha de Navarro a jugar en los Estados Unidos fue desde el principio una apuesta muy arriesgada para el jugador catalán desde un punto de vista económico. Los problemas con el tope salarial de los Memphis Grizzlies hicieron que el jugador firmara un contrato por un montante total de unos 540.000 dólares brutos al año (392.000 euros) lo que suponía que se marchaba cobrando aproximadamente un 70% menos de lo que en ese momento percibía en Barcelona. Además el acuerdo al que en su día llegó con la entidad azulgrana establecía una cláusula por la que el jugador tenía que abonar un total de 3,5 millones de euros repartidos en las dos temporadas siguientes a la de su marcha (1,7 en la segunda y 1,8 en la tercera). Con estas cifras en la mano, el jugador se convertía ese año en el octavo jugador peor pagado de toda la NBA. A cambio conseguía un contrato que al cabo de un año le convertiría en agente libre restringido lo que quería decir que tendría total libertad para negociar un aumento sustancial de su ficha con cualquier equipo NBA aunque Memphis siempre podría ir al “derecho de tanteo” y quedarse con el jugador si igualaba la mejor oferta que tuviera el mismo. Por lo tanto el objetivo del jugador desde su llegada a Estados Unidos era hacer la mejor temporada posible en su primer año para asegurarse que alguna franquicia se fijara en él y poder negociar un importante aumento en su contrato que le permitiese además hacer frente a la deuda que había contraído con el Barcelona.
En el equipo de Memphis coincidió con su compatriota y amigo desde las categorías inferiores del F. C. Barcelona y la Selección Nacional Pau Gasol, lo cual le ayudó a tener un proceso más rápido de integración a su nueva ciudad y equipo, si bien desde el principio tuvo bastantes problemas con el idioma y las costumbres estadounidenses.
Su primer encuentro con la camiseta de los Grizzlies fue en el NBA Europe Tour ante Unicaja en Málaga, anotando 21 puntos y convirtiéndose en el máximo anotador del partido. En su debut oficial en la NBA, en el partido que enfrentó a los Grizzlies contra San Antonio Spurs el 31 de octubre de 2007 anotó 9 puntos en 17 minutos.
El 16 de noviembre de 2007 consiguió anotar 8 de 9 triples en un encuentro ante New Orleans Hornets, igualando el récord de la NBA de más triples anotados por un rookie en un partido.
Juan Carlos Navarro se convirtió en el tercer jugador español en participar en un All-Star Game de la NBA tras los antecedentes de Pau Gasol (2002) y Jorge Garbajosa (2007) al formar parte del equipo de los rookies en el evento que se disputó en Nueva Orleans en febrero de 2008 en un encuentro en el que tuvo una actuación muy destacada con 14 puntos, 4 rebotes y 4 asistencias.
Durante toda la temporada de su debut, Navarro encabezó la lista de rookies en la estadística de triples anotados e incluso estuvo a punto de lograr ser el mejor novato de la historia en dicho apartado al quedarse a tan solo 2 triples de la marca que estableció Kerry Kittles en la temporada 1996-97 de 158.
Su buena actuación durante todo el año, en el que finalizó con unas estadísticas de 10,9 puntos, 2,6 rebotes y 2,2 asistencias en 82 partidos, le valió para ser incluido en el segundo quinteto ideal de los rookies de la temporada 2007-08, elegido por los entrenadores de la liga.

### Regreso a Barcelona

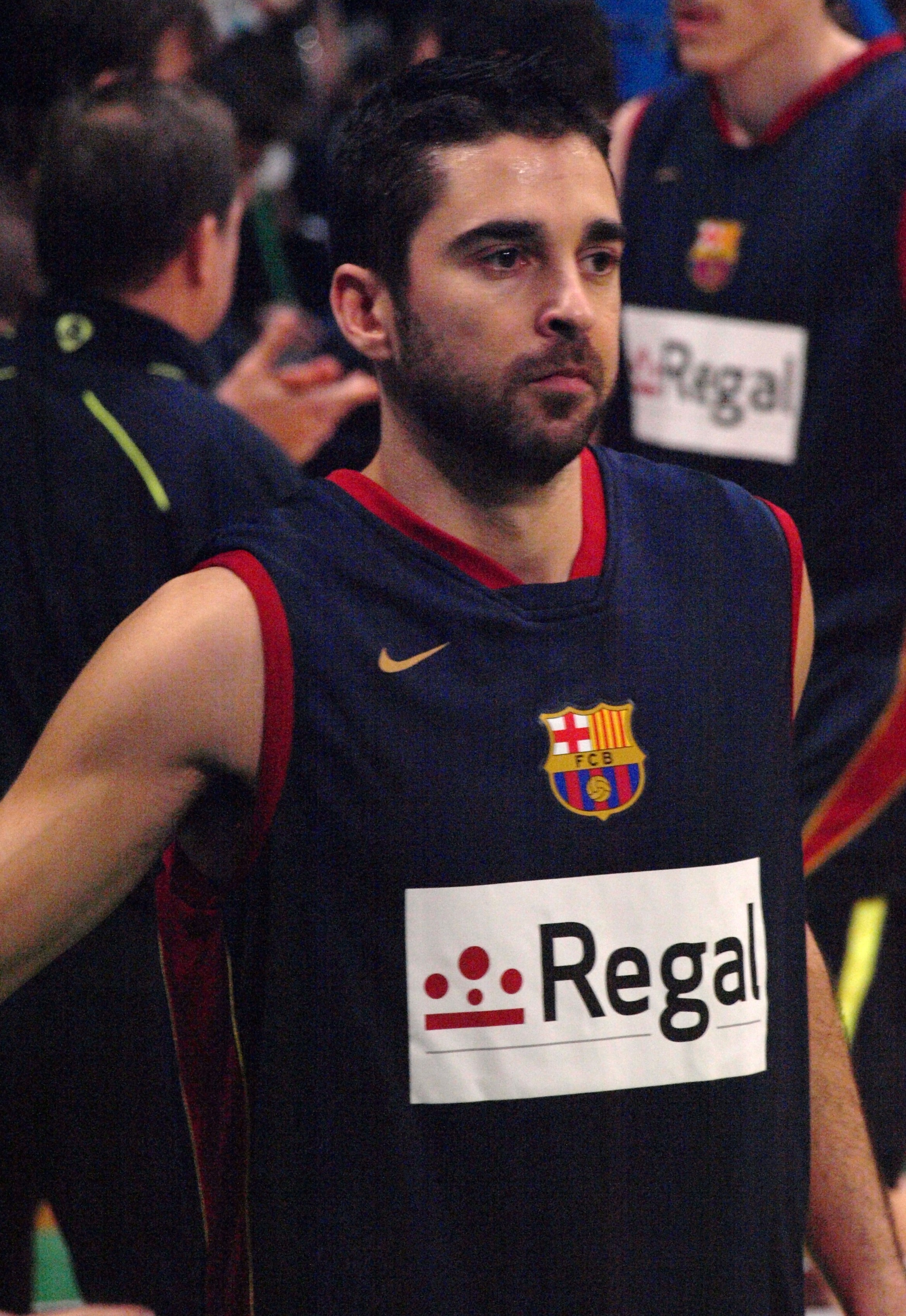
Navarro en enero de 2009.

Una vez concluida la temporada regular empezaron a producirse rumores sobre varias franquicias NBA interesadas en hacerse con los servicios de Navarro, incluida la propia Memphis en donde estaban muy contentos con el desempeño del escolta español durante todo el año y donde no renunciaban a su derecho a acudir al tanteo caso de que Navarro firmara por otro equipo de la liga. Sin embargo, y pese a que el propio Navarro había manifestado en varias ocasiones su deseo de permanecer en la liga norteamericana cerrando al menos en principio la posibilidad de su vuelta a Europa, finalmente el 19 de junio de 2008, se confirmó su vuelta al FC Barcelona, firmando un contrato por 5 años a razón de entre 1,5 y 3 millones de euros anuales, ya que la cifra variaba según las fuentes, pero que de cualquier forma le convertía en uno de los jugadores mejor pagados del Viejo Continente, y en el mejor pagado de toda la historia de la ACB.
Pese a que en un principio toda la prensa apuntó a los motivos económicos como la principal razón para la vuelta del español a su club de origen, ya que al salario que iba a percibir, que le convertía en el jugador mejor pagado de toda la historia de la sección de baloncesto del FC Barcelona a lo que había que unir el hecho de que con su regreso haría frente a la deuda de 3 millones de euros que contrajo con el Barça por su decisión de marcharse a la NBA, el propio jugador aseguró en la rueda de prensa posterior a la firma de su contrato que no volvía por dinero sino por una cuestión sentimental.
El 17 de agosto de 2018, FC Barcelona anunció la retirada de Navarro, el jugador más importante de la historia azulgrana, con 35 títulos y 20 temporadas (1997-2007 y desde 2008 hasta 2018), en las que logró, entre otros títulos, dos Euroligas, ocho Ligas, siete Copas, una Korac y cinco Supercopas.
Temporada 2008-09

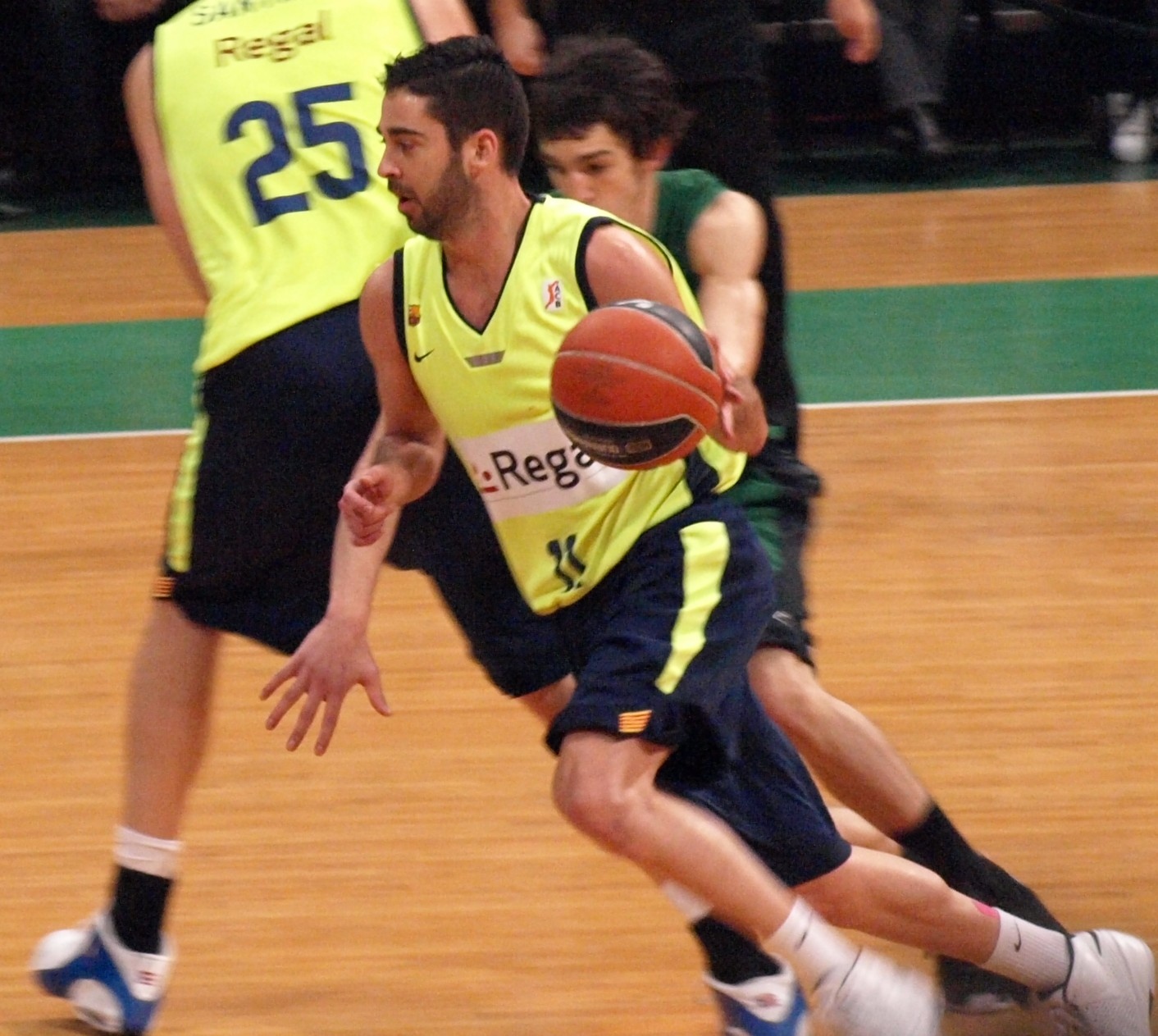
Juan Carlos Navarro, en el partido que enfrentó al FC Barcelona y al DKV Joventut de liga ACB en el pabellón Olímpico de Badalona en enero de 2009.

El debut oficial de Navarro en su nueva etapa como jugador del FC Barcelona se produjo en el encuentro que su equipo disputó ante el TAU Cerámica correspondiente a las semifinales de la Supercopa ACB 2008 en el que fue uno de los jugadores más destacados con 16 puntos que sin embargo no sirvieron para evitar la derrota del club azulgrana por 73-70. En diciembre del 2008, en el encuentro que enfrentó al conjunto azulgrana y al Real Madrid se convirtió en el segundo jugador que más partidos habría disputado de la liga ACB vistiendo la camiseta del FC Barcelona con 377 encuentros, superando a Andrés Jiménez (376) y solo por detrás de Juan Antonio San Epifanio (422).
La primera gran cita de la temporada llegó a mediados de febrero de 2009 con la disputa de la Copa del Rey de baloncesto 2009. En los cuartos de final, Navarro cuajó una de las mejores actuaciones de la temporada contribuyendo con sus 28 puntos y 10 asistencias a la victoria del FC Barcelona sobre el Real Madrid (75-83). Dos días después el conjunto azulgrana caería en semifinales ante el TAU Vitoria 77-90 en un partido en el que Navarro fue el máximo anotador de su equipo con 19 puntos.
Mediado el mes de marzo Navarro anotó en un partido ante el Vivemenorca su triple número 628 en ACB, lo que le valió para superar a Juan Antonio San Epifanio al frente de la clasificación de máximo número de canastas de tres convertidas en la historia del FC Barcelona.
En mayo, una vez finalizada la fase regular de la Euroliga, el español fue designado por primera vez en su vida como MVP de competición (2.ª inclusión en el quinteto ideal), merced a los 14,8 puntos, 3,6 asistencias y 1,4 robos en los 20 partidos que disputó. Su participación fue fundamental para que el FC Barcelona alcanzara la Final Four con actuaciones muy destacadas como la del quinto partido de la eliminatoria de cuartos ante el TAU Vitoria en la que volvió a ser el máximo anotador de su equipo con 19 puntos. En el encuentro de semifinales ya en pleno transcurso de la Final Four de Berlín, el FC Barcelona cayó derrotado ante el CSKA Moscú (78-82) en un partido muy intenso en el que Navarro fue el segundo máximo anotador de su equipo con 13 tantos.
Al término de la fase regular de la liga ACB fue designado junto a su compañero de equipo Fran Vázquez, como integrante del quinteto ideal de la temporada acompañado además de Pablo Prigioni, Igor Rakočević y Felipe Reyes. Unas jornadas antes de la finalización de la competición había conseguido superar la barrera de los 5000 puntos anotados en la liga ACB convirtiéndose en el vigesimosexto jugador en la historia en romper dicha barrera. Sus números al final de la temporada regular fueron de 15,7 puntos, 1,8 rebotes y 3,3 asistencias en 28 partidos disputados.
Tras ser uno de los jugadores más destacado de su equipo tanto en los cuartos de final frente al Pamesa Valencia como en semifinales frente al Unicaja Málaga, eliminatoria en la que además consiguió su triple 650 en la ACB lo que le convirtió automáticamente en histórico de la competición y en el undécimo jugador en alcanzar tal cota, en la final ante el TAU Vitoria se convirtió en el jugador más resolutivo de la serie (15,25 puntos, 6 asistencias, 2 rebotes y 17,75 puntos de valoración ACB de media, especialmente en el último partido de la misma en el que con 19 puntos, 9 asistencias y 28 de valoración ACB sentenció la final (3-1) a favor del equipo azulgrana. Su actuación le valió para ser designado por primera vez en su vida como MVP de las finales de la liga.
Temporada 2009-10

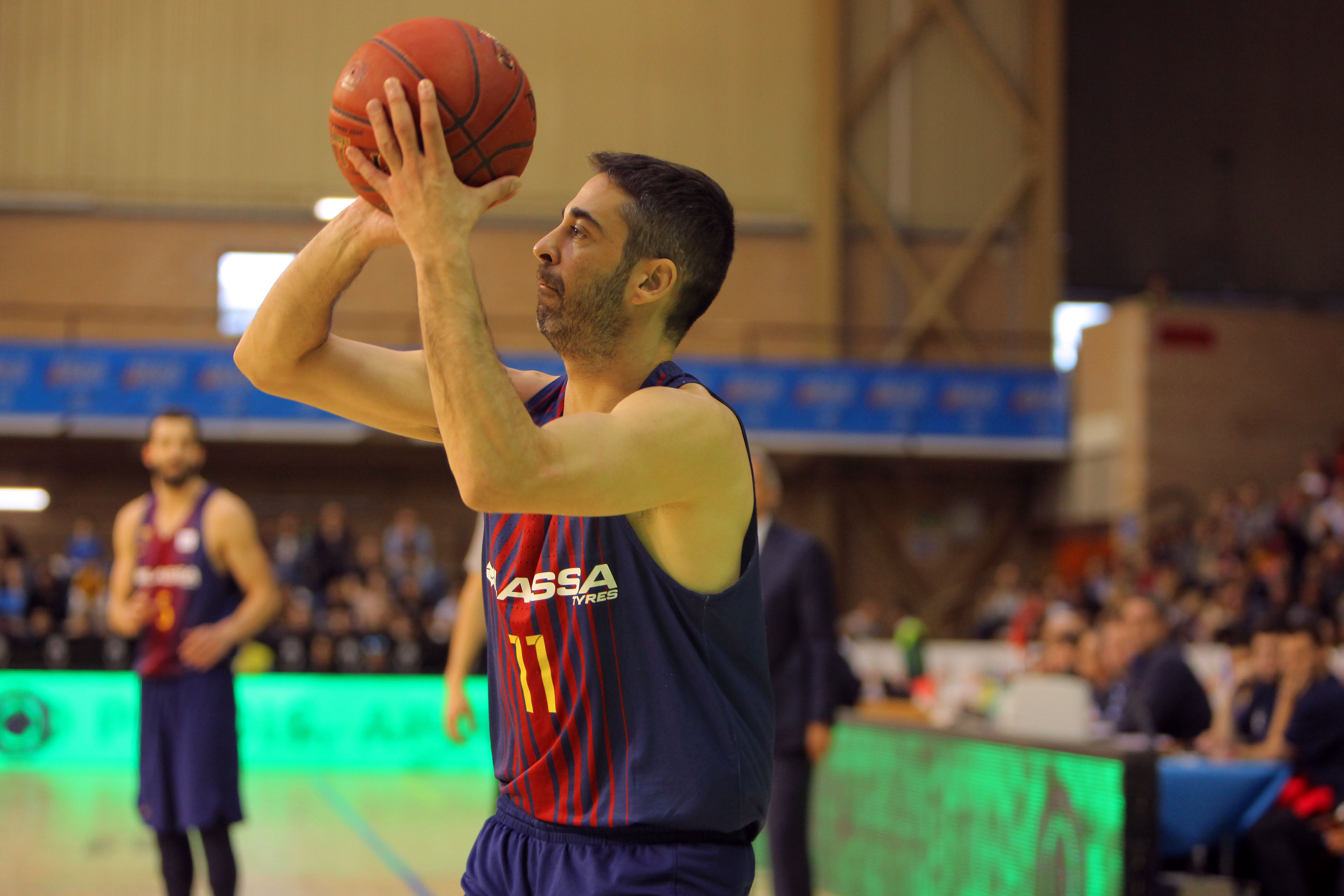
Navarro con el FC Barcelona.

Antes del inicio de la temporada 2009-10, cuando el jugador se encontraba con la selección disputando el Eurobasket de Polonia se produjo la noticia de que los Memphis Grizzlies renunciaban a los derechos que poseían sobre el español, por lo que el jugador era libre, caso de que se produjera su hipotético regreso a la NBA, a negociar libremente con el club que el considerara oportuno sin que los Grizzlies pudieran ejercer el derecho de tanteo.
Comenzó la temporada anotando 19 puntos frente al Xacobeo Blu:Sens y 24 puntos ante el Power Electronics Valencia, consiguiendo 30 de valoración.
Luego de que su equipo se clasificara para la Copa del Rey, se enfrentó en cuartos de final al Cajasol Sevilla, jugando 29 minutos y anotado 15 puntos que ayudarían a los azulgranas a la victoria por 77-72. En semifinales jugarían frente al Power Electronics Valencia, aportando Navarro 12 puntos en 35 minutos de juego, clasificándose para la final en la que jugarían contra el Real Madrid. En la final, Juan Carlos anotó 9 puntos para que el Barça venciera por 80-61. El Barcelona ganó su 21.ª Copa del Rey y Navarro su cuarta, donde su compañero Fran Vázquez fue elegido el MVP.
Tras una espectacular temporada en Euroliga, donde Navarro fue incluido en el Mejor Quinteto de la Euroliga, el Barça se clasificó para la Final Four de París. En la semifinal, se enfrentó al CSKA Moscú ganando el conjunto catalán por 64-54 con 10 puntos de Navarro. En la final esperaba el Olympiacos BC, partido donde Navarro confirmó su papel de líder consiguiendo 21 puntos, 5 rebotes y 3 asistencias, que ayudaron a la exhibición del Barça a ganar por 86-68, consiguiendo la 2.ª Euroliga de la historia. Navarro, con su gran partido en la final, fue seleccionado MVP de la Final Four.
El Regal Barcelona, llegó como máximo favorito a los playoffs de la Liga ACB, tras conseguir un balance de 31-3 y haber ganado la Euroliga y Copa del Rey. Además, antes de comenzar los playoffs, Navarro fue seleccionado en el Quinteto Ideal de la ACB, junto con sus compañeros de equipo Ricky Rubio y Erazem Lorbek. Tras ganar de forma contundente al Gran Canaria 2014 (2-0) y al Unicaja Málaga (3-0), llegó a la esperada final contra el Caja Laboral Baskonia. En la final, el Barça se vio completamente superado en los partidos, ganando los vascos por un contundente 3-0, en una de las mayores sorpresas de las finales. Navarro realizó buenos encuentros, destacando el último donde anotó 18 puntos.

## Selección nacional

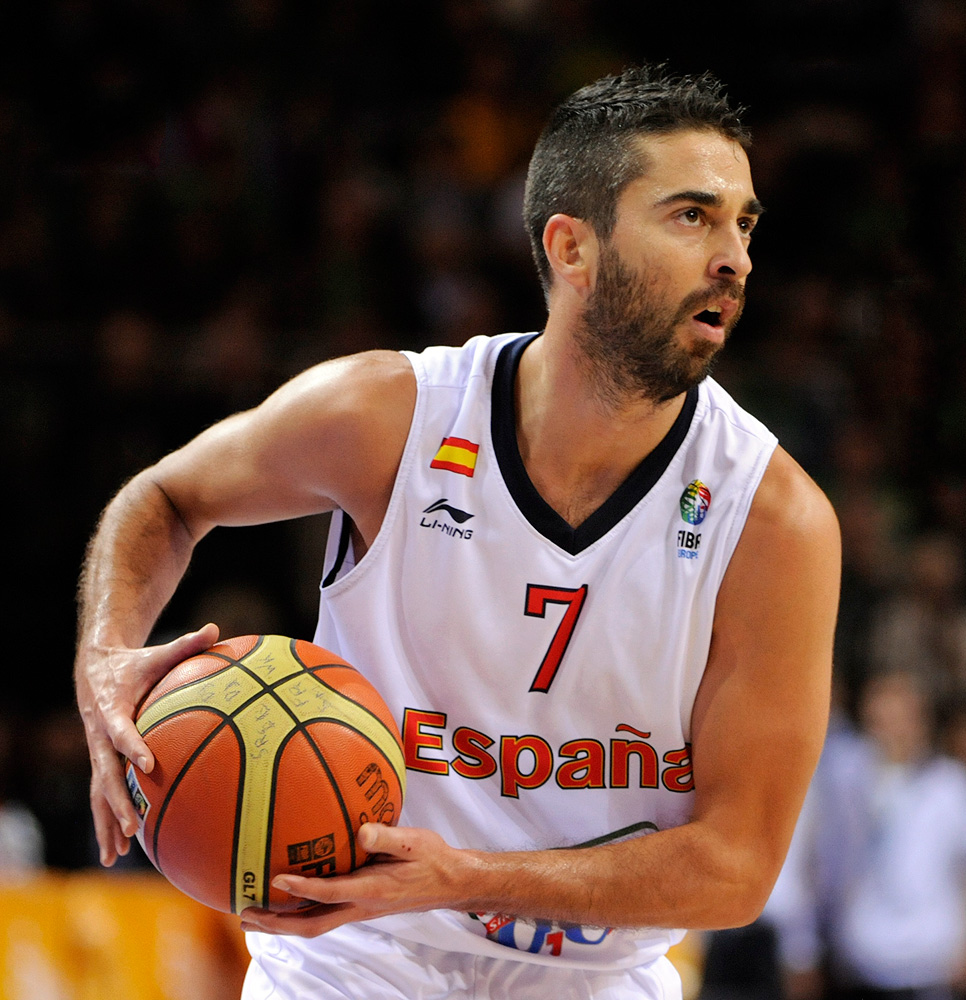
Juan Carlos Navarro con España durante el Eurobasket 2011.

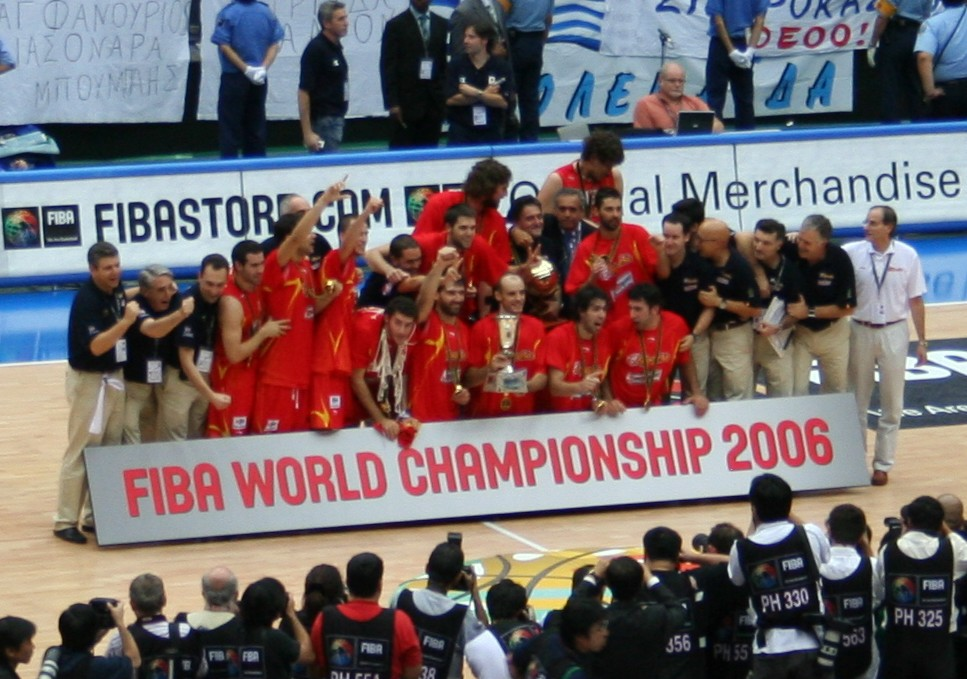
Navarro y el resto de internacionales españoles, posando como campeones mundiales de 2006 en el Saitama Arena.

### Selecciones juveniles
Juan Carlos Navarro ha sido un fijo en todas las convocatorias nacionales desde que fue convocado por primera vez para la categoría cadete y en todas ha sido un jugador destacado.
Su primer éxito internacional llegó en categoría juvenil en 1998, al proclamarse campeones continentales en Varna, aunque sin duda su explosión mediática se dio al año siguiente, en 1999, al lograr proclamarse campeones mundiales sub-19, tras vencer en la final a Estados Unidos 94-87, ante más de 16.000 espectadores presentes en el Pavilhão Atlântico de Lisboa. El jugador barcelonés causó sensación en este campeonato, entre otras cosas por la utilización de un nuevo recurso técnico. Una especie de bandeja a la que daba un arco enorme que le permitía burlar a las defensas rivales y que más tarde se conocería como "la bomba" convirtiéndose además en el apodo del propio jugador. Navarro fue nombrado MVP de la final y además se le incluyó en el quinteto ideal del torneo.
El 14 de noviembre de 1999, participó en el «All Stars» de Manresa, que enfrentó al combinado nacional con una selección de los mejores extranjeros que participaban en la liga ACB.

### Selección absoluta

#### Juegos Olímpicos
Su debut absoluto con España en competición oficial, se produjo el 17 de septiembre de 2000, en los Juegos Olímpicos de Sídney.
Posee el récord, posteriormente igualado por Rudy Fernández y Pau Gasol, de haber participado en cinco citas olímpicas (Sídney 2000, Atenas 2004, Pekín 2008, Londres 2012 y Río 2016), consiguiendo dos medallas de plata en Pekín 2008 y Londres 2012 (finalista ante Estados Unidos), y una de bronce en Río 2016 (ante Australia).

#### Campeonato Europeo
Los torneos internacionales donde más medallas ha logrado Navarro han sido en los Eurobasket.
Su primera experiencia en un Eurobasket fue en el de Turquía 2001 donde tuvo actuaciones muy destacadas que llevaron a España a disputar el partido por la medalla de bronce frente a la Alemania de Dirk Nowitzki. Ese día Navarro fue una de las figuras más importantes de la selección consiguiendo anotar 27 puntos y siendo el gran artífice, junto a su compañero Pau Gasol que logró 31, de que España se hiciera con la medalla de bronce. Ese campeonato finalizó con una media de 15,0 puntos y 3,3 asistencias en los 7 partidos que disputó.
La siguiente edición del Eurobasket, la de Suecia 2003 supuso para Navarro el subir otro escalón y hacerse con la primera de sus medallas de plata. Volvió a ser una pieza imprescindible para que España llegara a la final, que a la postre perdieron ante Lituania con 18 puntos de Navarro que no fueron suficientes ante el gran partido que jugaron Arvydas Macijauskas y Eurelijus Zukauskas por parte lituana. Aquel Eurobasket, el jugador finalizó con una media de 16,2 puntos y 1,3 asistencias en 6 partidos jugados.
En el 2005, en el Eurobasket celebrado en Belgrado, fue la primera y hasta la fecha única vez que Navarro se quedó sin conseguir una medalla en sus participaciones en este torneo. España volvió a llegar a semifinales de la competición con grandes actuaciones del jugador catalán como los 35 puntos que consiguió ante Letonia o los 36 ante Croacia. En las semifinales España se enfrentó a Alemania. Navarro fue el mejor de España aquel día con un total de 27 puntos, que no obstante no fueron suficientes para contrarrestar el partidazo de Nowitzki que también consiguió 27 puntos, pero que anotó la canasta decisiva a falta de 3 segundos cuando Alemania iba perdiendo por 1 punto y ante la que España no pudo responder. La lucha por la medalla de bronce fue ante la selección de Francia. España no pudo sobreponerse al golpe de la derrota el día anterior ante Alemania y cayó estrepitosamente derrotada por un contundente 68-98. Aquel día Navarro anotó 17 puntos, que le sirvieron para acabar como 2.º máximo anotador de la competición con 25,2 ptos por partido, solo por detrás del alemán Nowitzki (26,1).
En el Eurobasket de 2007 llegó lesionado al inicio del torneo con un problema en los abductores. En los cuartos de final ante Alemania ya tuvo un papel destacado con 12 puntos en 14 minutos de juego, pero fue en la semifinal en la que fue el máximo anotador del partido con 23 puntos (5/6 en triples). En la final Navarro no anotó y España cayó derrotada por 59-60 contra Rusia.
En el Eurobasket de 2009, formó parte de la selección española que logró el primer oro europeo.
En el Eurobasket de Lituania 2011 alcanzaron la medalla de oro. En cuartos de final anotó 26 puntos ante Eslovenia. Dos días después, ante la revelación del torneo, la selección de Macedonia, anotó 35 puntos (19 de ellos en el tercer cuarto, récord en un Eurobasket). En la final anotó 27 puntos liderando al equipo español hacia la medalla de oro. Al término del partido, el 7 de la selección fue nombrado MVP del partido, MVP del torneo y fue incluido en el quinteto ideal junto a su compañero Pau Gasol y los jugadores Bo Mccalebb (Macedonia), Tony Parker (Francia) y Andrei Kirilenko(Rusia). Fue el primer MVP de Navarro en un Eurobasket, con 31 años, tras los 11,4 puntos y las 1,4 asistencias por partido.
Disputó su último partido como internacional, justamente 17 años después de su debut, el 17 de septiembre de 2017, en el partido que significó la consecución de la medalla de bronce ante Rusia en el EuroBasket 2017, la décima medalla de su trayectoria con la selección nacional.

#### Copa Mundial
El mundial de Indianápolis 2002 fue la primera vez que Navarro tuvo la ocasión de participar en este tipo de torneos. Llegó a la cita con 22 años recién cumplidos y la vitola de ser un jugador explosivo capaz de revolucionar cualquier partido en un momento dado. El mundial supuso un resultado agridulce para Navarro junto al resto de la selección española, ya que si bien se consiguieron importantísimos resultados como la victoria ante Yugoslavia en la primera fase, equipo que a la postre se proclamó campeón del torneo, o la que se consiguió ante Estados Unidos con una plantilla enteramente formada por estrellas de la NBA y que concedió a España el quinto puesto final en el torneo con un sensacional partido de Navarro que fue el máximo anotador del partido con 26 puntos, la derrota ante Alemania en los cuartos de final (en un partido en el que Navarro volvió a ser el máximo anotador con 21 puntos) supuso una gran decepción ya que la ocasión se presentaba como una cita histórica para haber participado en la lucha por las medallas e incluso desde muchos medios se le otorgaba el papel de favoritos para disputar al menos la final.

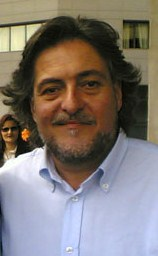
Pepu Hernández, el entrenador que llevó a España y a Navarro a la consecución del Campeonato del Mundo de Japón 2006

El mal sabor de boca que le dejó aquel quinto puesto de Indianápolis se olvidó completamente 4 años más tarde tras la disputa del edición del 2006 en Japón, ya que Navarro logró junto al resto de sus compañeros de selección el título más importante de todos cuantos posee al proclamarse campeón del mundo en un torneo en el que fue uno de los jugadores más destacados. Su debut en el campeonato se produjo ante la Nueva Zelanda. Navarro anotó 16 puntos y ayudó a la cómoda victoria de España. Durante la fase de grupos de la competición la superioridad de España fue abrumadora sobre todos sus rivales lo que hizo que los minutos de juegos estuvieran bastante repartidos entre todos los seleccionados, por lo que los números individuales de los jugadores no fueron espectaculares en casi ninguna ocasión. Aun así Navarro tuvo actuaciones bastante destacadas como los 19 puntos que consiguió ante Alemania o los 18 frente a Japón. Además, durante esta fase de grupos, el jugador llegó a su partido número 100 con el combinado nacional en el encuentro que la selección disputó ante Angola.
En la fase final España superó con muchos menos apuros de los esperados los octavos de final frente a Serbia (con 7 puntos de Navarro) y los cuartos ante Lituania (con una gran actuación del catalán que anotó 22 puntos). En las semifinales ante Argentina, Navarro fue perfectamente neutralizado por la defensa albiceleste que le dejó en tan solo 4 puntos. Esta gris actuación se olvidó pronto porque en la final ante Grecia, Navarro tomó las riendas de la selección en un momento muy delicado ya que la máxima estrella del equipo Pau Gasol, se había lesionado el día anterior y no podía disputar la final
Sus 20 puntos, unidos a los 20 de Garbajosa y la excepcional defensa de todo el equipo llevaron a España a vencer por un incontestable 70-47 proclamándose por primera vez en la historia campeona del mundo de baloncesto. Navarro finalizó aquel mundial como segundo máximo anotador de España con una media de 14 puntos y 2,1 asistencias por partido.
En el Mundobasket de Turquía 2010, el seleccionador español, Sergio Scariolo, lo incluyó en la lista de 15 jugadores, seleccionados de entre los 24 anteriores, que se concentrarían en Las Palmas previamente al campeonato. España finalizó 6.ª, siendo eliminada en cuartos ante Serbia y cayendo ante Argentina en el partido por el 5.º puesto. Navarro fue uno de los mejores del equipo, promediando 16,9 puntos y 3 asistencias en 24 minutos por partido.

## Estadísticas

### Liga ACB
Actualizado a final de temporada 2017-2018.
| Temporada | Equipo       | PJ  | PT  | MPP  | 2P%  | 3P%  | TL%  | RPP | APP | ROB | TPP | PPP  | VPP  |
| --------- | ------------ | --- | --- | ---- | ---- | ---- | ---- | --- | --- | --- | --- | ---- | ---- |
| 1997-98   | FC Barcelona | 12  | 1   | 9.9  | 44.4 | 11.1 | 67.6 | 0.7 | 0.9 | 0.4 | 0.0 | 4.2  | 3.6  |
| 1998-99   | FC Barcelona | 19  | 2   | 9.4  | 65.6 | 26.3 | 84.0 | 0.5 | 0.8 | 0.3 | 0.0 | 4.1  | 3.7  |
| 1999-2000 | FC Barcelona | 48  | 8   | 17.8 | 44.5 | 30.1 | 70.9 | 1.0 | 1.4 | 0.8 | 0.0 | 7.8  | 7.3  |
| 2000-01   | FC Barcelona | 41  | 23  | 22.3 | 51.2 | 44.4 | 78.5 | 1.8 | 2.0 | 1.3 | 0.0 | 12.1 | 12.4 |
| 2001-02   | FC Barcelona | 37  | 7   | 21.1 | 44.0 | 31.4 | 85.2 | 1.7 | 2.2 | 0.9 | 0.0 | 10.0 | 9.3  |
| 2002-03   | FC Barcelona | 44  | 15  | 28.1 | 52.4 | 37.7 | 80.6 | 2.1 | 2.1 | 1.0 | 0.0 | 13.8 | 12.7 |
| 2003-04   | FC Barcelona | 45  | 32  | 28.4 | 45.2 | 40.2 | 88.8 | 2.4 | 2.0 | 0.8 | 0.0 | 14.2 | 12.4 |
| 2004-05   | FC Barcelona | 37  | 25  | 26.7 | 53.0 | 46.1 | 81.3 | 1.7 | 2.2 | 0.8 | 0.0 | 14.6 | 13.6 |
| 2005-06   | FC Barcelona | 37  | 33  | 31.0 | 52.8 | 43.0 | 86.1 | 2.2 | 3.2 | 0.9 | 0.0 | 18.1 | 17.8 |
| 2006-07   | FC Barcelona | 46  | 44  | 30.3 | 49.5 | 40.7 | 85.6 | 2.2 | 3.3 | 1.5 | 0.0 | 17.0 | 16.8 |
| 2008-09   | FC Barcelona | 37  | 35  | 28.2 | 43.6 | 42.1 | 87.9 | 2.0 | 3.7 | 1.0 | 0.0 | 15.8 | 15.4 |
| 2009-10   | FC Barcelona | 41  | 37  | 26.5 | 53.2 | 38.8 | 84.0 | 1.7 | 3.1 | 0.9 | 0.0 | 14.9 | 14.1 |
| 2010-11   | FC Barcelona | 35  | 31  | 26.0 | 51.1 | 39.7 | 89.4 | 1.9 | 2.7 | 0.8 | 0.0 | 15.7 | 14.5 |
| 2011-12   | FC Barcelona | 37  | 25  | 23.0 | 48.1 | 35.8 | 87.9 | 1.4 | 2.8 | 0.4 | 0.0 | 13.0 | 12.3 |
| 2012-13   | FC Barcelona | 30  | 24  | 22.7 | 50.8 | 36.7 | 87.2 | 1.8 | 2.4 | 0.7 | 0.0 | 12.1 | 11.5 |
| 2013-14   | FC Barcelona | 39  | 23  | 23.4 | 44.3 | 34.0 | 83.6 | 2.2 | 3.1 | 0.6 | 0.0 | 10.8 | 11.3 |
| 2014-15   | FC Barcelona | 25  | 12  | 16.0 | 40.7 | 31.1 | 80.8 | 1.3 | 1.8 | 0.4 | 0.0 | 6.1  | 5.2  |
| 2015-16   | FC Barcelona | 31  | 25  | 18.3 | 42.7 | 35.0 | 88.6 | 1.3 | 2.2 | 0.5 | 0.0 | 7.9  | 6.0  |
| 2016-17   | FC Barcelona | 16  | 3   | 13.8 | 60.5 | 33.3 | 94.4 | 0.7 | 1.3 | 0.5 | 0.0 | 7.3  | 6.0  |
| 2017-18   | FC Barcelona | 32  | 8   | 14.4 | 40.6 | 37.0 | 87.5 | 1.1 | 1.7 | 0.4 | 0.0 | 5.8  | 5.0  |
| Total     | Total        | 689 | 413 | 23.3 | 48.7 | 38.3 | 83.7 | 1.7 | 2.4 | 0.8 | 0.0 | 12.1 | 11.4 |

### Euroliga
Actualizado a final de temporada 2017-2018.
| Temporada | Equipo       | PJ  | PT  | MPP  | 2P%  | 3P%  | TL%  | RPP | APP | ROB | TPP | PPP  | VPP  |
| --------- | ------------ | --- | --- | ---- | ---- | ---- | ---- | --- | --- | --- | --- | ---- | ---- |
| 2000–01   | FC Barcelona | 12  | 8   | 27.8 | .465 | .388 | .682 | 2.8 | 2.7 | 1.1 | .0  | 12.7 | 12.2 |
| 2001–02   | FC Barcelona | 17  | 2   | 19.0 | .433 | .333 | .816 | 1.5 | 1.9 | 1.0 | .0  | 10.4 | 10.3 |
| 2002–03   | FC Barcelona | 22  | 6   | 26.1 | .398 | .367 | .880 | 1.6 | 1.4 | .6  | .0  | 11.5 | 10.0 |
| 2003–04   | FC Barcelona | 20  | 6   | 25.4 | .494 | .425 | .808 | 1.5 | 1.5 | 1.1 | .1  | 13.7 | 12.4 |
| 2004–05   | FC Barcelona | 20  | 10  | 26.6 | .437 | .395 | .892 | 2.0 | 1.9 | 1.3 | .0  | 13.3 | 13.2 |
| 2005–06   | FC Barcelona | 22  | 21  | 27.4 | .438 | .462 | .806 | 2.3 | 2.5 | 1.0 | .0  | 15.1 | 13.4 |
| 2006–07   | FC Barcelona | 22  | 21  | 28.6 | .496 | .408 | .838 | 2.0 | 3.0 | .9  | .0  | 16.8 | 16.9 |
| 2008–09   | FC Barcelona | 21  | 21  | 27.7 | .428 | .363 | .935 | 1.6 | 3.6 | 1.3 | .0  | 14.7 | 15.1 |
| 2009–10   | FC Barcelona | 21  | 21  | 25.4 | .430 | .348 | .857 | 1.4 | 3.1 | .9  | .0  | 14.1 | 14.1 |
| 2010–11   | FC Barcelona | 15  | 12  | 26.5 | .478 | .398 | .868 | 1.5 | 2.8 | .3  | .0  | 14.1 | 12.9 |
| 2011–12   | FC Barcelona | 16  | 13  | 25.6 | .402 | .297 | .880 | 1.3 | 3.2 | 1.0 | .0  | 13.6 | 12.9 |
| 2012–13   | FC Barcelona | 26  | 21  | 25.2 | .448 | .445 | .852 | 1.7 | 2.2 | .3  | .0  | 13.2 | 12.0 |
| 2013–14   | FC Barcelona | 26  | 21  | 24.0 | .404 | .346 | .868 | 1.7 | 3.1 | .5  | .0  | 11.3 | 11.4 |
| 2014–15   | FC Barcelona | 17  | 14  | 22.1 | .370 | .356 | .865 | 1.6 | 3.1 | .2  | .0  | 10.5 | 10.8 |
| 2015–16   | FC Barcelona | 26  | 21  | 22.1 | .373 | .325 | .900 | .9  | 2.2 | .5  | .0  | 9.0  | 7.2  |
| 2016–17   | FC Barcelona | 16  | 8   | 15.3 | .368 | .286 | .938 | 1.1 | 1.8 | .4  | .0  | 5.7  | 3.4  |
| 2017–18   | FC Barcelona | 22  | 7   | 15.5 | .360 | .333 | .889 | 1.1 | 1.9 | .3  | .0  | 6.9  | 5.6  |
| Total     | Total        | 341 | 225 | 25.0 | .426 | .373 | .861 | 1.6 | 2.4 | .7  | .0  | 12.2 | 11.4 |

### NBA
Temporada regular
| Año     | Equipo  | PJ | PT | MPP  | %TC  | %3P  | %TL  | RPP | APP | ROB | TPP | PPP  |
| ------- | ------- | -- | -- | ---- | ---- | ---- | ---- | --- | --- | --- | --- | ---- |
| 2007-08 | Memphis | 82 | 30 | 25.8 | .402 | .361 | .849 | 2.6 | 2.2 | .6  | .0  | 10.9 |
| Total   | Total   | 82 | 30 | 25.8 | .402 | .361 | .849 | 2.6 | 2.2 | .6  | .0  | 10.9 |

## Logros y reconocimientos

### Selección nacional
Absoluta
- Medalla de Bronce en el Eurobasket 2001 en Turquía.
- Medalla de Plata en el Eurobasket 2003 en Suecia.
- Medalla de Oro en el Mundial 2006 en Japón.
- Medalla de Plata en el Eurobasket 2007 en España.
- Medalla de Plata en los Juegos Olímpicos de Pekín 2008.
- Medalla de Oro en el Eurobasket 2009 en Polonia.
- Medalla de Oro en el Eurobasket 2011 en Lituania.
- Medalla de Plata en los Juegos Olímpicos de Londres 2012.
- Medalla de Bronce en los Juegos Olímpicos de Río 2016.
- Medalla de Bronce en el Eurobasket 2017 en Turquía.

Júnior
- Medalla de Oro en el Torneo Albert Schweitzer, Mannheim, (Alemania), 1998.
- Medalla de Oro en el EuroBasket Sub-18 de Varna 1998.
- Medalla de Oro en el Mundial Sub-19 de Lisboa 1999.

### FC Barcelona
- Liga ACB (8): 1999, 2001, 2003, 2004, 2009, 2011, 2012 y 2014.
- Copa del Rey (7): 2001, 2003, 2007, 2010, 2011, 2013 y 2018.
- Supercopa de España (5): 2004, 2009, 2010 y 2011 y 2015.
- Euroliga (2): 2003 y 2010.
- Copa Korac (1): 1999.

### Individual
- MVP Eurobasket (1): 2011.
- MVP Euroliga (temporada) (1): 2009.
- MVP Euroliga (Final) (1): 2010.
- MVP Liga ACB (temporada) (1): 2006.
- MVP Liga ACB (Final) (3): 2009, 2011 y 2014.
- MVP Supercopa de España (3): 2009, 2010 y 2011.
- Mejor Quinteto del Eurobasket (2): 2005, 2011.
- Mejor Quinteto de la Euroliga (5): 2006, 2007, 2009, 2010 y 2011.
- Segundo Mejor Quinteto de la Euroliga (2): 2012 y 2013.
- Mejor Quinteto de la ACB (4): 2006, 2007, 2009 y 2010.[115]
- Segundo Mejor Quinteto de Rookies de la NBA (1): 2008.
- Mejor Equipo de la Década de la Euroliga (2): 2000-2010 y 2010-2020.
- Mr. Europa (1): 2010.
- Hall of Fame del Baloncesto Español (2019).[116]

### Condecoraciones
| Distinción                                                     | Año  |
| -------------------------------------------------------------- | ---- |
| Medalla de Plata - Real Orden del Mérito Deportivo             | 2006 |
| Galardón                                                       | Año  |
| Premio Nacional del Deporte «Mejor deportista español del año» | 2011 |

### Récords
A lo largo de su carrera, Juan Carlos ha conseguido una serie de hitos, que lo han llevado a conseguir diversos récords en diferentes categorías.
Selección nacional
- Máximo anotador de triples en la historia de la selección (421 triples)[119]

2021</ref>
- Quinto anotador histórico (2796 puntos).
- Segundo jugador con más partidos jugados (253 partidos).

FC Barcelona
- Jugador con más partidos en la Liga ACB (560 partidos)[120]
- Máximo anotador en la Liga ACB (7353 puntos)[121][120]
- Máximo anotador en los Playoff de la Liga ACB (1730 puntos)[122]
- Máximo asistente en la Liga ACB (1361 asistencias)[120]
- Máximo anotador de triples en la Liga ACB (1014 triples)[120]
- Jugador con más "clásicos" disputados (vs. Real Madrid) (64 partidos en Liga ACB)[123]
- Segundo máximo anotador de los "clásicos" (806 puntos en Liga)[123]

Liga ACB
- Jugador con más triples en los Playoffs (230 triples).
- Jugador más veces elegido para el Quinteto Ideal de la ACB (4 veces; igualado con Luis Scola, Rudy Fernández y Felipe Reyes).[124]
- Jugador más veces elegido MVP de la Final de la competición (3 veces)[124]
- Jugador con más títulos de la competición (8 veces, igualado con Sergio Llull)[124]
- Jugador con más temporadas en un mismo equipo (FC Barcelona - 20 temporadas)[125]

Copa del Rey
- Jugador con más títulos desde la era-ACB (1984 - 7 títulos, igualado con Sergio Llull)
- Jugador con más partidos en la competición (77 partidos)
- Máximo anotador de tiros libres en la competición (121 tiros libres)

Euroliga
- Jugador más veces elegido para el Mejor Quinteto de la Euroliga (5 veces)[124]
- Jugador más veces elegido para el Mejor o Segundo Mejor Quinteto de la Euroliga (7 veces)[124]
- Jugador más veces elegido Jugador del Mes (3 veces; igualado con Ante Tomić, Nando de Colo y Vassilis Spanoulis)
- Máximo anotador histórico de la Euroliga con 4152 puntos, hasta enero de 2020, al ser superado por el griego Vasileios Spanoulis.[126]

Memphis Grizzlies
- Máximo anotador de triples en la temporada "rookie" (156 triples)[127]

NBA
- Máximo anotador de triples por un "rookie" en un partido (8 triples, igualado con Chris Duhon y Jason Kidd)[127]
- Séptimo español en jugar en la competición.

## Filmografía
- Documental Globomedia (25/08/2014), «La generación de oro, una historia de amistad y baloncesto» en YouTube[128][129][130]
- Documental Mediaset (30/08/2014), «Generación '99: Pau y Navarro» en YouTube[131]
- Retransmisión TVE (15/08/2017), «Homenaje a Navarro por su récord de internacionalidades con España» en rtve.es
- Documental Movistar+ (27/12/2018), «Informe Robinson - Oro, historia de una generación» en YouTube